# Odeon-Quadrille
Die Odeon-Quadrille ist eine Quadrille von Johann Strauss (Sohn) (op. 29). Sie  wurde am 13. Juli 1846 in einem großen Tanzsaal namens Odeon in der Wiener Leopoldstadt erstmals aufgeführt.

## Einzelnachweis
1. ↑  Quelle: Englische Version des Booklets (Seite 27) in der 52 CDs umfassenden Gesamtausgabe der Orchesterwerke von Johann Strauß (Sohn), Hrsg. Naxos (Label). Das Werk ist als dritter Titel auf der 7. CD zu hören.